# 36 Cancri
36 Cancri (c Cancri) é uma estrela na direção da Cancer. Possui uma ascensão reta de 08h 37m 05.79s e uma declinação de +09° 39′ 20.1″. Sua magnitude aparente é igual a 5.92. Considerando sua distância de 461 anos-luz em relação à Terra, sua magnitude absoluta é igual a 0.17. Pertence à classe espectral A3V.